# Hénon
Hénon (en bretó Henon, gal·ló Hénon) és un municipi francès, situat a la regió de Bretanya, al departament de Costes del Nord. L'any 1999 tenia 1.733 habitants.

## Demografia
| 1962                                       | 1968 | 1975 | 1982 | 1990 | 1999 |
| ------------------------------------------ | ---- | ---- | ---- | ---- | ---- |
| 1780                                       | 1889 | 1735 | 1747 | 1740 | 1733 |
| Des de 1962: població sense dobles comptes |      |      |      |      |      |

## Administració
| Període | Identitat        | Partit |
| ------- | ---------------- | ------ |
| 1977-   | Georgette Bréard | PS     |